# Cingles de l'Estoviada
Els Cingles de l'Estoviada, és una cinglera del terme municipal de Talamanca, del Bages.
Forma una continuïtat amb la Cinglera de Rocablanca, els Cingles de Mussarra i els Cingles de la Lleixa, que formen tot el límit meridional del Pla de Mussarra.
Estan situats a ponent de la masia de Mussarra, a la capçalera del torrent del Molí del Menut. La bauma i roca anomenada Roca Giberta forma part d'aquesta cinglera. Reben aquest nom pel fet que a la seva part superior hi ha l'Estoviada de Mussarra.